# Gronów (województwo łódzkie)
Gronów – wieś w Polsce położona w województwie łódzkim, w powiecie sieradzkim, w gminie Burzenin.
W latach 1975–1998 miejscowość administracyjnie należała do województwa sieradzkiego. Pierwsze informacje o wsi pochodzą z XVI w. Była wtedy własnością Skrzyńskich. W XVIII w. stał tu dwór, do którego wchodziło się przez „most z dylikółw”. Gronów leży w odl. 14 km na pd.-zach. od Burzenina, przy drodze Niechmirów – Złoczew. Zajmuje powierzchnię 711 ha, mieszka tu 187 osób. Jest tu 85 gospodarstw. W skład sołectwa wchodzi także Rokitowiec. We wsi sklep, ujęcie wody, zlewnia mleka i punkt wymiany butli z gazem.